# Dasyllis haemorrhoa
Dasyllis haemorrhoa là một loài ruồi trong họ Asilidae. Dasyllis haemorrhoa được Wiedemann miêu tả năm 1830.